# Physaraceae
Physaraceae zijn een familie van plasmodiale slijmzwammen (Myxogastria). De wetenschappelijke naam van de familie werd in 1826 gepubliceerd door François Fulgis Chevallier.
De familie omvat de volgende geslachten (stand 2019):
- Badhamia Berk. (1853)
- Craterium Trentep. (1797)
- Fuligo Haller (1768)
- Kelleromyxa Eliasson (1991)
- Leocarpus Link (1809)
- Physarella Peck. (1882)
- Physarina Höhn. (1909)
- Physarum Pers. (1794)
- Badhamia Berk. (1853)

Willkommlangea behoort mogelijk ook tot deze familie.

## Voorheen in deze familie
- Didymium, nu in eigen familie Didymiaceae
- Protophysarum, volgens Index Fungorum nog Incertae sedis, maar mogelijk in de familie Didymiaceae te plaatsen

## Foto's

Verschillende Physaraceae
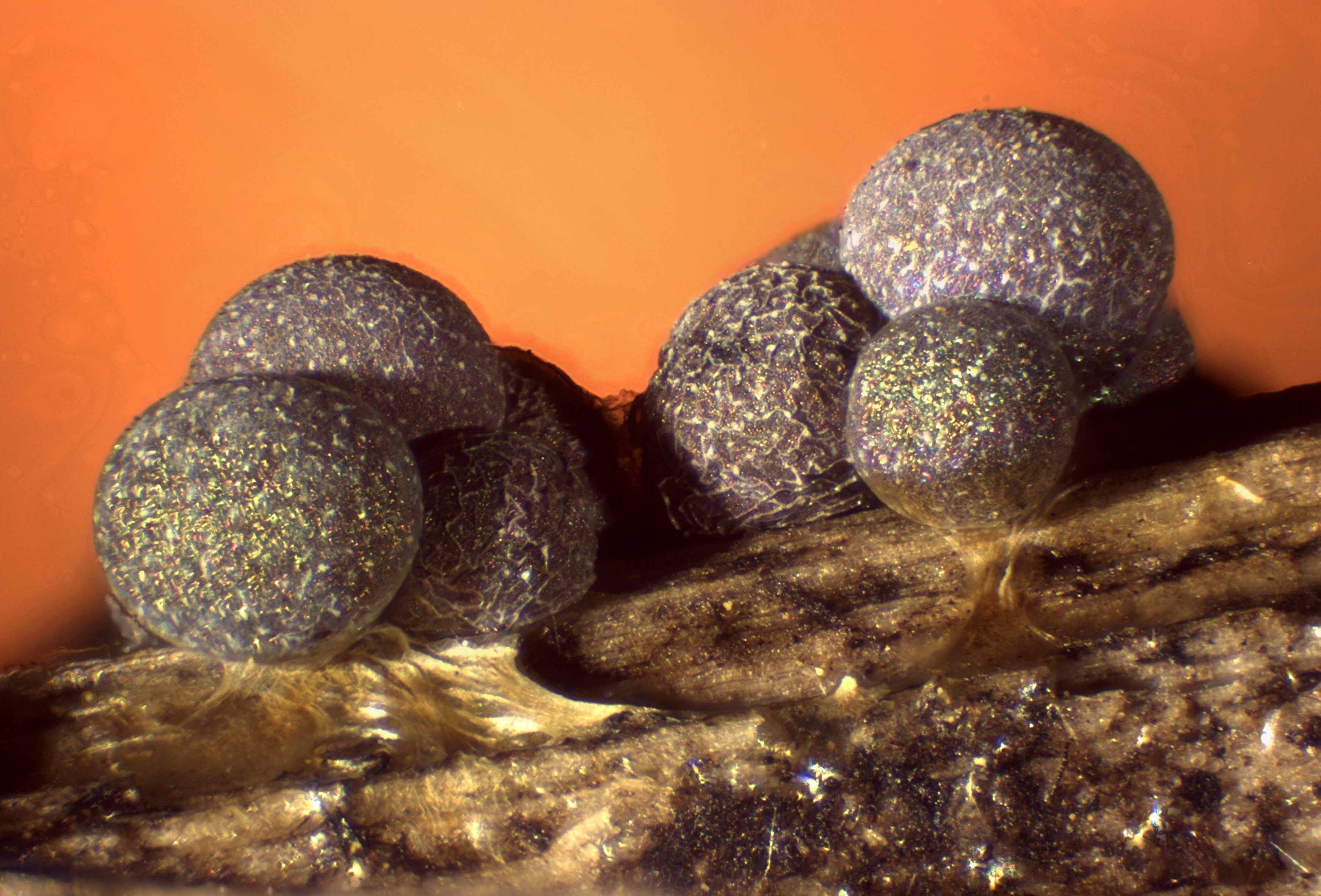
Badhamia foliicola, graskalknetje
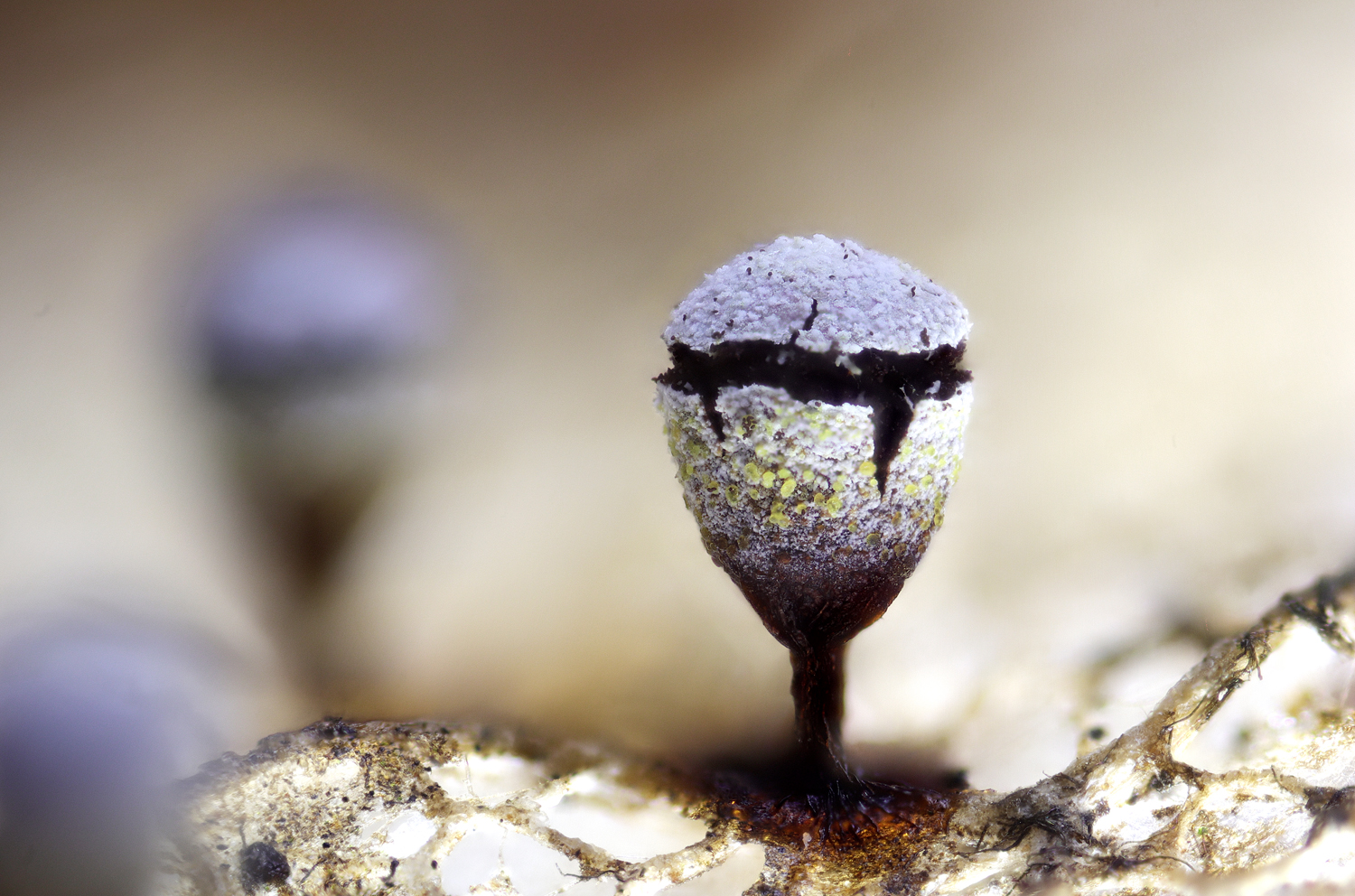
Craterium leucocephalum, conisch kalkbekertje
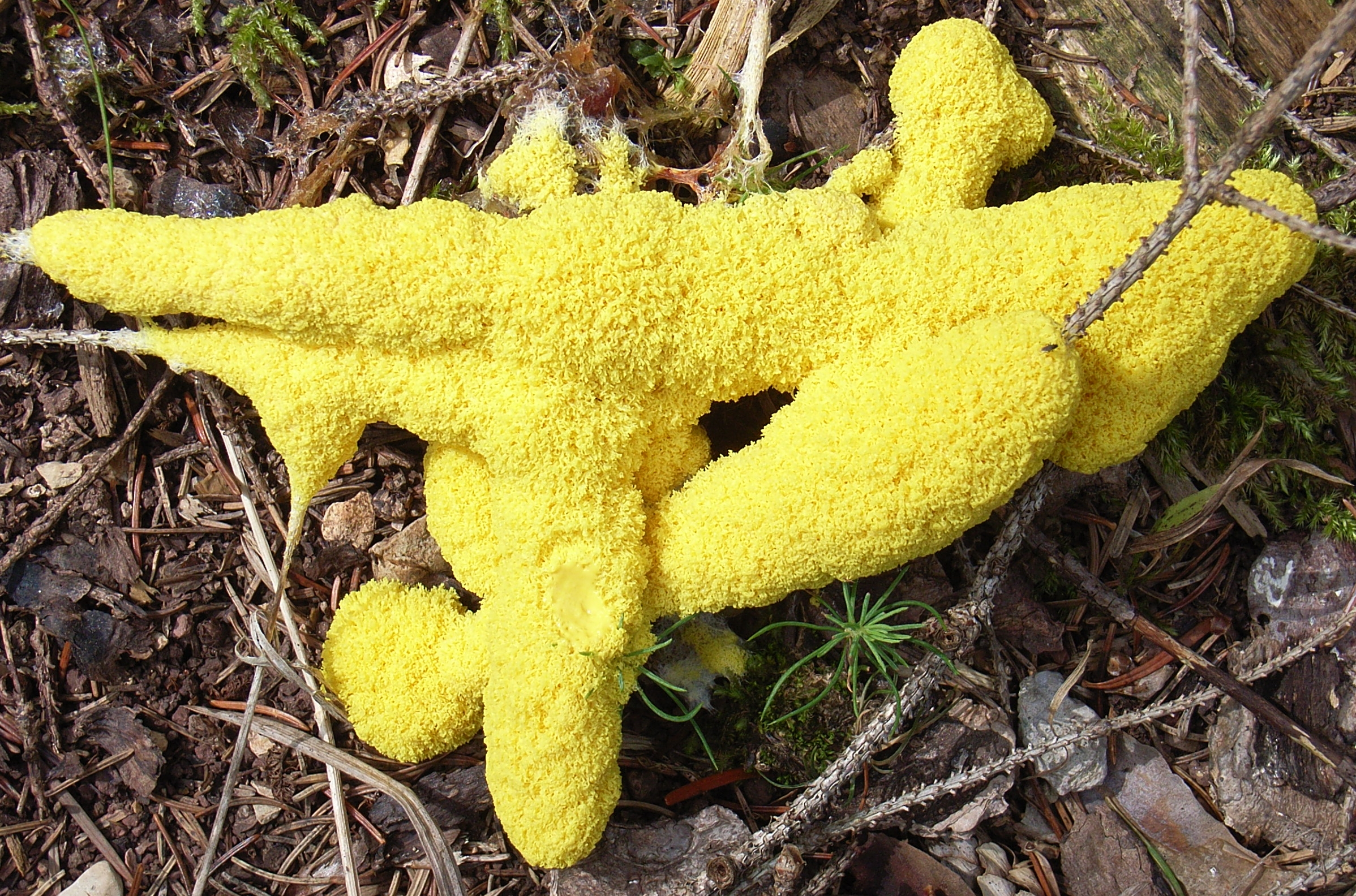
Fuligo septica, heksenboter
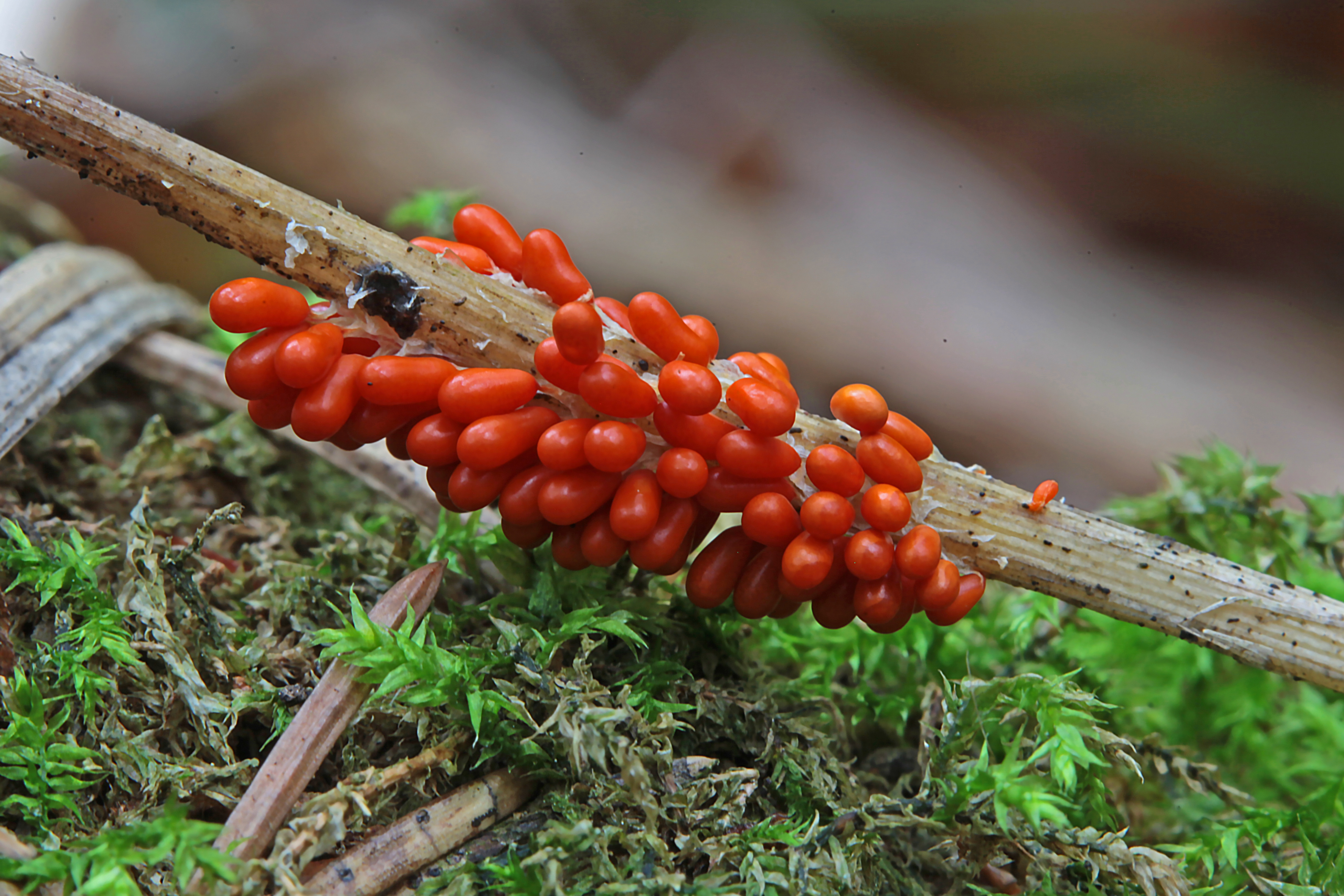
Leocarpus fragilis, glanzend druivenpitje
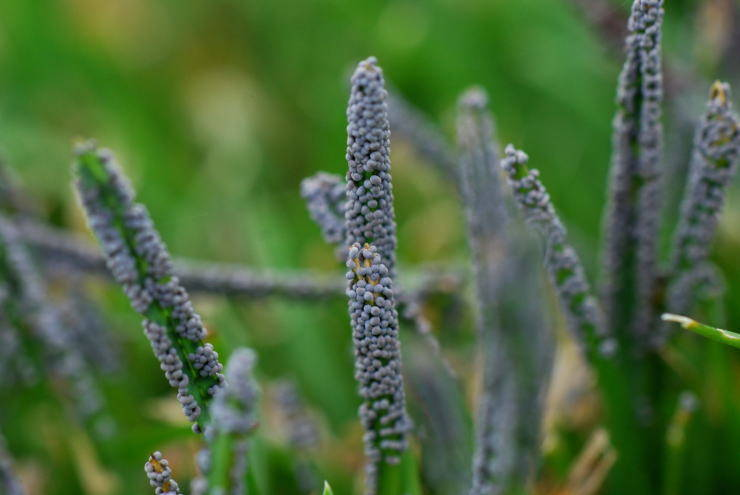
Physarum cinereum, grijs kalkkopje
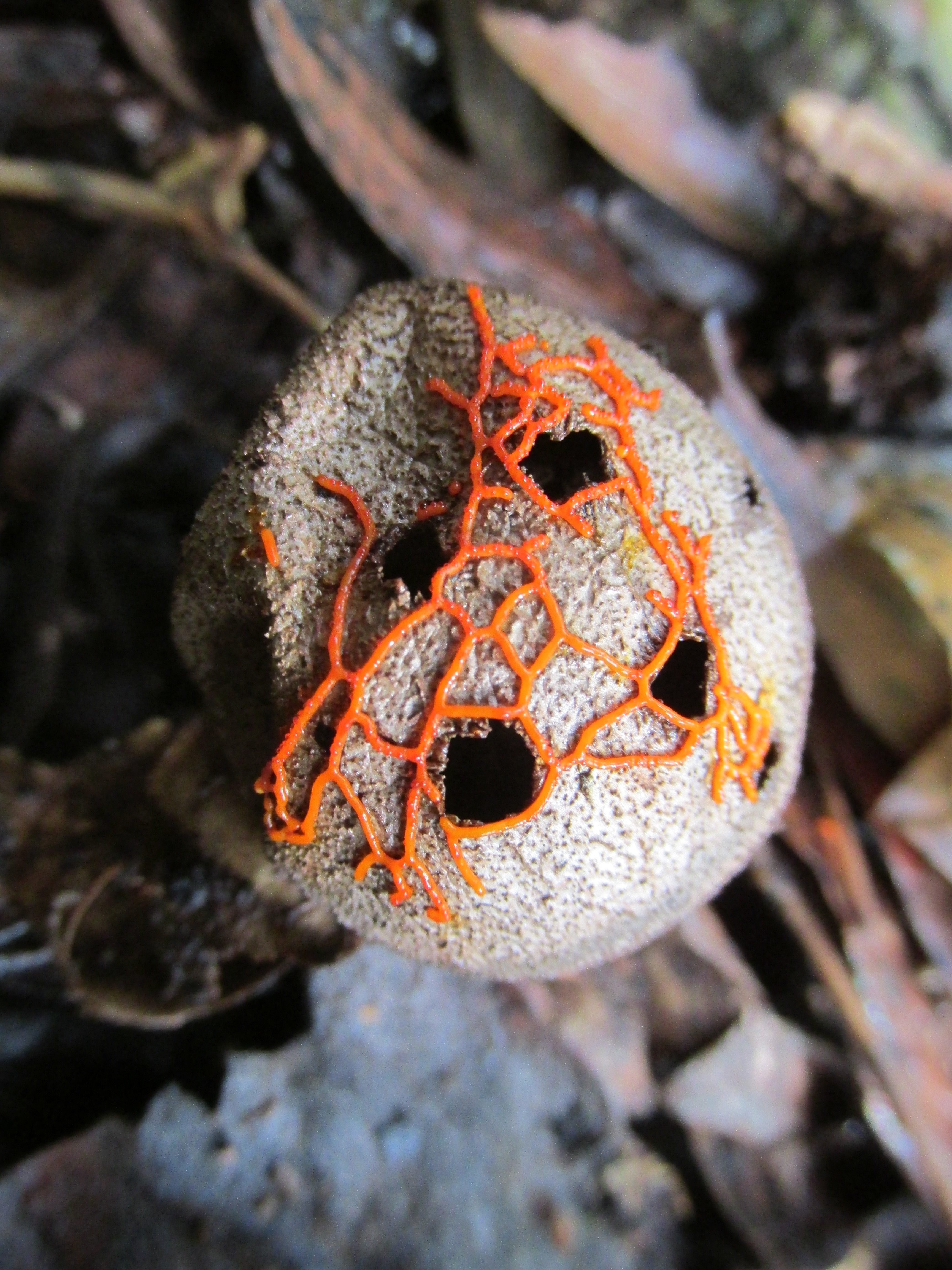
Willkommlangea reticulata, geperforeerd graatje